# Уайтфейс (Нью-Йорк)
Уайтфейс (англ. Whiteface Mountain) — пятая по высоте гора в штате Нью-Йорк (США) и один из высоких пиков Адирондакских гор. Находясь в стороне от большинства других высоких пиков, вершина предлагает 360-градусный вид на Адирондак, Вермонт и даже Канаду, где небоскребы Монреаля, находящиеся на расстоянии 130 км, можно увидеть в очень ясный день. Уникальность среди высоких пиков делает развитая система на вершине и сезонная доступность проезда на автомобиле.
На восточном склоне горы, расположенном в районе города Уилмингтон и в 21 км от Лейк-Плэсида, находится одноимённый горнолыжный курорт проходили соревнования в рамках на зимних Олимпийских игр 1980 года.
В 1929 году, после принятия необходимой поправки к государственной конституции, началось строительство платной дороги. По этому случаю была проведена церемонии открытия стройки, в которой участвовал тогдашний губернатор штата Нью-Йорк Франклин Д. Рузвельт. Задуманный и начатый до Великой депрессии, замок Уайтфейс и мемориальное шоссе были полностью финансированы штатом Нью-Йорк, хотя время реализации проекта привело к широко распространенному мнению о том, что они являются проектами общественных работ Депрессии, возникающими из-за Нового курса. В конечном счёте стоимость составила 1,2 миллиона долларов (17 миллионов долларов в 2016 году). Автомагистраль «Whiteface Mountain Veterans Memorial Highway» протяжённостью 8 км со средним градиентов 8 % достигает высоты 1400 м где находится автостоянка, а остальные 81 метр преодолеваются по туннелям и на лифтах. Официальная церемония открытие шоссе состоялось 20 июля 1935 года на которой Рузвельт, к тому времени президент США, посвятил его ветеранам Великой войны. Шоссе обычно открыто для автомобилей с мая по октябрь.
На вершине горы находится замок Уайтфейс, построенный из гранита раскопанного во время дорожного строительства, и метеорологическая станция.

## Галерея

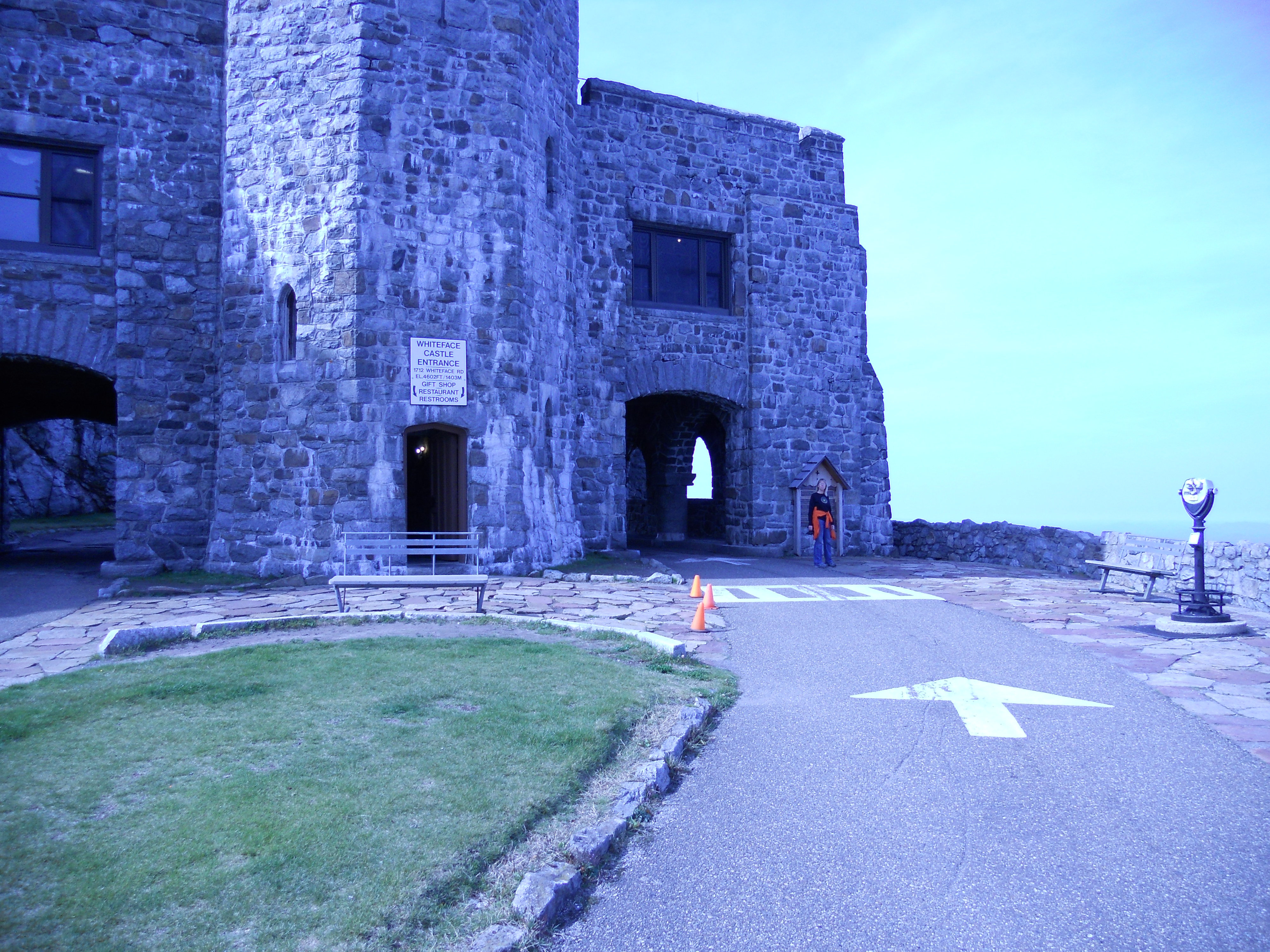
Замок Уайтфейс
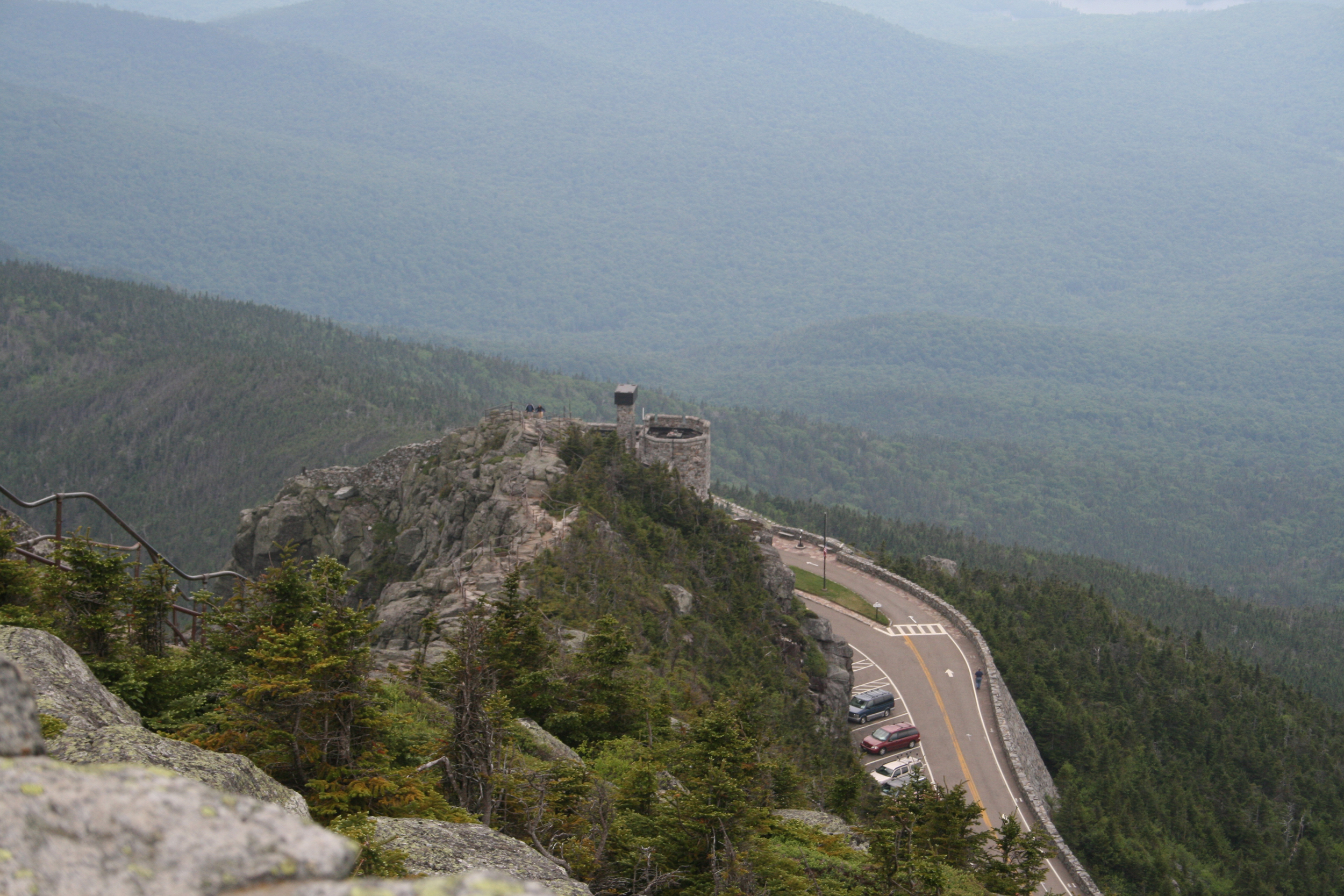
Замок Уайтфейс
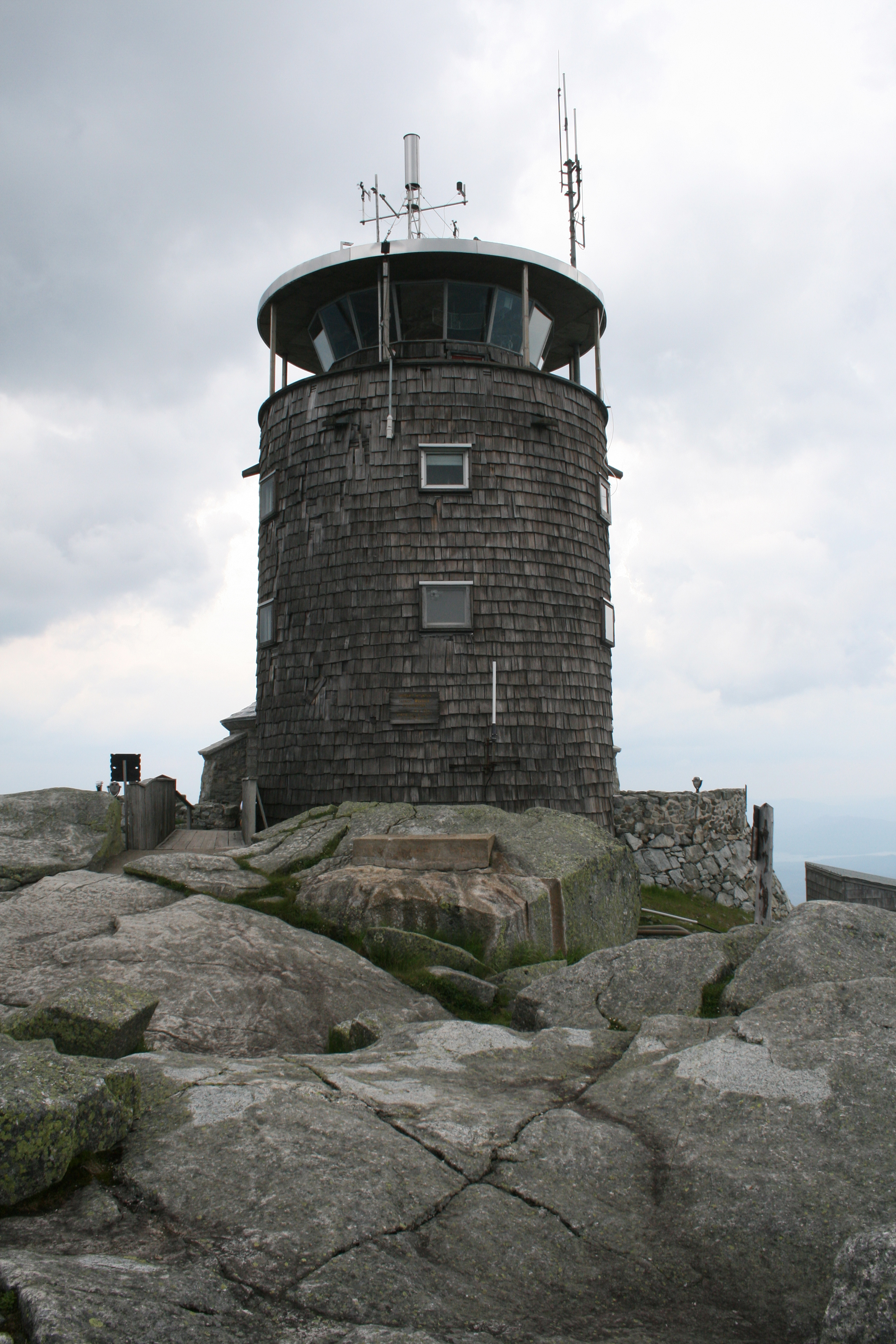
Метеорологическая станция